# Bear Mountain State Park
Bear Mountain State Park ist ein 20,51 km² großer State Park auf der Westseite des Hudson River im US-Bundesstaat New York. Er befindet sich in Orange und Rockland County. Die nächstgelegene Stadt ist Jones Point.
Der Park wurde am 5. Juli 1913 eröffnet, nachdem die Pläne einer Verlegung des Sing-Sing-Gefängnisses nach Bear Mountain gescheitert waren. In den 1920er Jahren wurde der Park für Wintersport bekannt, was in einer Bewerbung für die Olympischen Winterspiele 1932 resultierte.
Die Bear Mountain Bridge befindet sich nördlich des Parks und war die erste Brücke südlich von Albany, die über den Hudson ging. Unmittelbar anschließend liegt Iona Island (New York), welches teilweise als eigenständiger State Park gerechnet wird.